# Рябушкинська волость
Рябушкинська волость — адміністративно-територіальна одиниця Лебединського повіту Харківської губернії.
На 1862 рік до складу волості входили:
- слобода Рябушки;
- хутір Корчанів;
- хутір Костів;
- хутір Калюжний;
- слобода Біднівка;
- хутір Батраків;
- хутір Радчуків;
- хутір Курилів.

Найбільше поселення волості станом на 1914 рік:
- хутір Костів — 1049 мешканців;
- хутір Курилів — 1018 мешканців;
- село Рябушки — 2964 мешканців.

Старшиною волості був Прокопович Олексій Іванович, волосним писарем — Домашенко Петро Ілліч, головою волосного суду — Слінько Яків Петрович.